# A70 road
Die A70 road (englisch für Straße A70) ist eine knapp 120 km lange, nicht als Primary route ausgewiesene Straße in Schottland, die Edinburgh mit Ayr an der Westküste verbindet.

## Verlauf

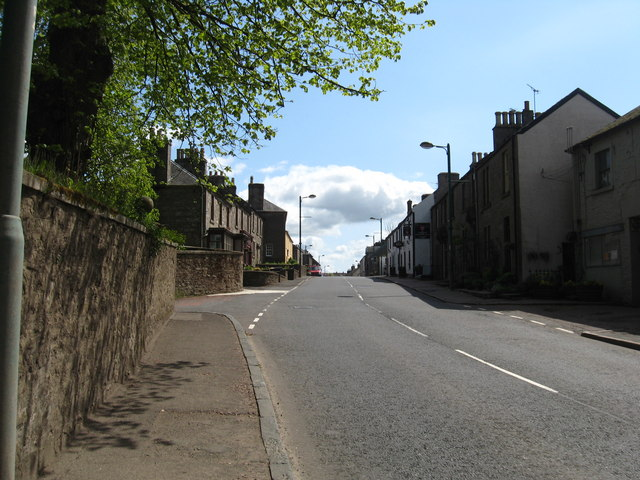
Die A70 in Carnwath

Die Straße nimmt in der schottischen Hauptstadt Edinburgh ihren Ausgang und führt in südwestlicher Richtung über die mit getrennten Richtungsfahrbahnen ausgebaute A720 road zunächst nach Currie. Sie verläuft weiter durch die Pentland Hills nach Carnwath, wo sie die A721 road kreuzt und rund 5 km gemeinsam mit dieser nach Westen führt. Sie biegt dann nach Südwesten ab und kreuzt in Hyndford Bridge die A73 road. Bei Happendon quert sie den M74 motorway bei dessen Anschluss junction 12 und führt weiter nach Westsüdwesten über Muirkirk und zur Kreuzung mit der A76 road bei Holmhead. Der weitere Verlauf hält eine westliche Richtung ein und führt über Ochiltree und Hillhead zur die Stadt Ayr östlich umgehenden A77 road und schließlich in das Zentrum von Ayr, wo sie endet.